# Loathly lady

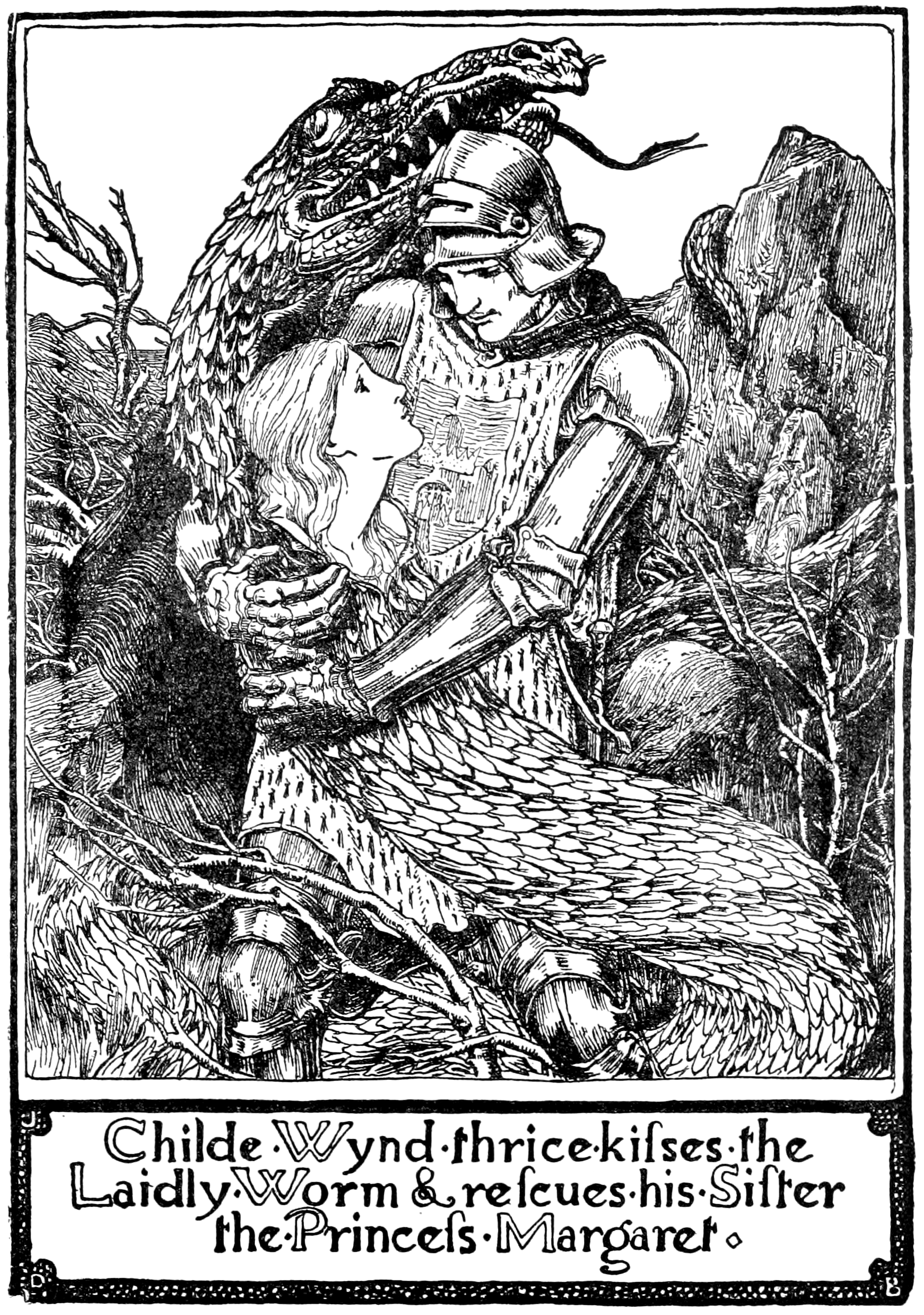
Childe Wynd thrice kisses the laidly worm (1890).

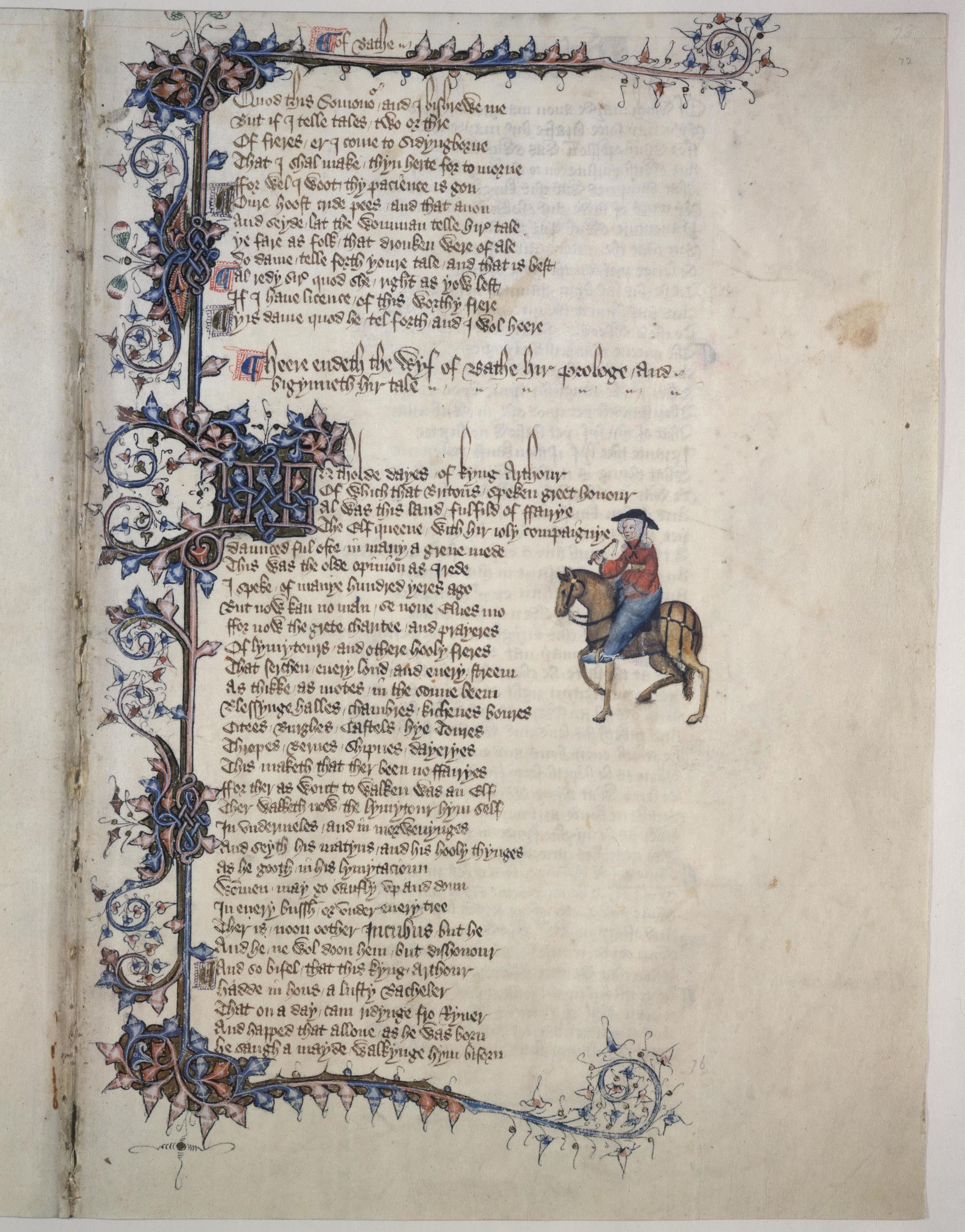
The Wife of Bath's Tale.

De loathly lady (Engels: walgelijke dame) is een algemene literaire techniek, die gebruikt werd in de middeleeuwse literatuur en waarvan The Wife of Bath's Tale van Geoffrey Chaucer een duidelijk voorbeeld is. Het motief was prominent in de Keltische mythologie en in mindere mate in de Germaanse mythologie, waar de loathly lady vaak de soevereiniteit van het land vertegenwoordigde.

## Kenmerken
De loathly lady is een afzichtelijke, oude vrouw die eist, dat een jongere man haar kust, met haar trouwt of een queeste onderneemt. Door dit te doen, wordt onthuld dat haar uiterlijk te wijten was aan een gedaanteverwisseling en verandert ze in een mooie jonge vrouw. 

### Keltische traditie
De loathly lady is terug te vinden in Lebor Gabála Érenn en Annala Rioghachta Éireann, waarin Niall Noígíallach zichzelf bewijst als de ware hoge koning van Ierland door haar te omhelzen. Het motief komt ook voor in de verhalen van de vroegere Hoge koningen Lugaid Laigde en Conn Cétchathach. De loathly lady duikt ook op in de literatuur over de Heilige Graal, onder andere in Perceval ou le Conte du Graal van Chrétien de Troyes, Parzival van Wolfram von Eschenbach en de Welshe Romance Peredur fab Efrawg in verband met de Mabinogion. Hierin zet de loathly lady telkens aan tot een queeste. 
Het thema werd een hoofdbestanddeel in de literatuur over Arthur. Het meest bekend is de loathly lady echter uit The Wife of Bath's Tale van Geoffrey Chaucer. Daar wordt een ridder voor een keuze geplaatst: moet zijn oude, lelijke bruid veranderen in een lelijke trouwe, of een mooie ontrouwe echtgenote. Door haar zelf te laten kiezen, bevrijdt hij haar uit haar afzichtelijke gedaante en wordt ze een mooie en trouwe echtgenote. Een variatie op dit verhaal vinden we terug bij Sir Gawain in de verwante romances The Wedding of Sir Gawain and Dame Ragnelle en The Marriage of Sir Gawain.

### Germaanse traditie
De loathly lady verschijnt ook in de Oudnoorse Hrólfr Kraki's saga. Tijdens een yule verblijft Helgi, de broer van Hróarr in zijn jachthut. Daar wordt hij bezocht door een lelijk wezen. Niemand in heel het koninkrijk laat haar binnen behalve Helgi. Het wezen vraagt hem of het in zijn bed mag slapen en met tegenzin stemt hij toe. In bed verandert ze in een elf, gekleed in zijde. Ze is de mooiste vrouw die Helgi ooit heeft gezien. Hij verkracht haar en maakt haar zwanger van een dochter, Skuld. Helgi vergeet de vrouw, maar later bezoekt ze hem opnieuw met Skuld in haar armen. De dochter zal later trouwen met Hjörvarðr, de moordenaar van Hrólfr Kraki.
Deze overlevering is ook aanwezig in het verhaal The Laidly Worm of Spindleston Heugh uit Northumbria. Vergelijkbaar met dit verhaal is dat van Hjálmþés saga ok Ölvis.